# Phegopteris
Phegopteris este un gen de plante din familia Aspleniaceae.